# Ranjenička kolajna
Ranjenička kolajna bilo je odlikovanje u Nezavisnoj Državi Hrvatskoj. Osnovana je "u počast onima, koji su kao branitelji domovine bili ranjeni ili ozlijeđeni prigodom borbe s neprijateljem". Pozlaćena ranjenička kolajna dodjeljivala se osobama koje su zadobile ozljede od 61% (i više) tjelesne onesposobljenosti i poginulima, dok se Željezna ranjenička kolajna dodjeljivala ozljeđenima do 60% tjelesne onesposobljenosti.
Broj ranjavanja označavao se s jednom, dvije i tri plave pruge na vrpci, odnosno za više od tri ranjavanja s tri pruge i hrastovim grančicama.

## Vanjske poveznice
- Slike Ranjenička kolajne na medal-medaille.com